# KDDI千倉海底線中継所

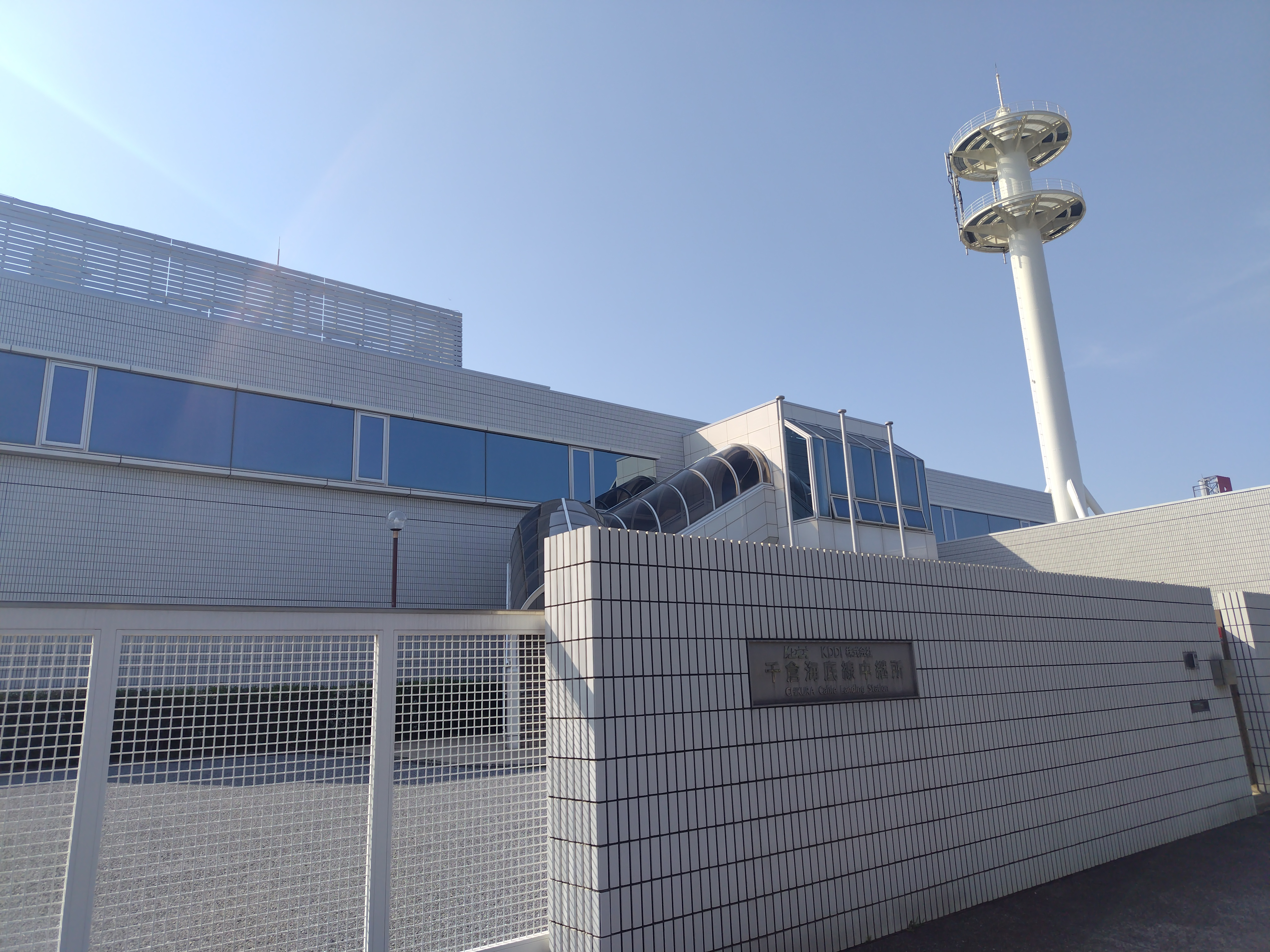
KDDI千倉海底線中継所

KDDI千倉海底線中継所（ケイディディアイ ちくらかいていせんちゅうけいじょ）は千葉県南房総市千倉町にある、KDDIの海底ケーブル陸揚局のこと。

## 概要
1989年（平成元年）にTPC-3（第3太平洋横断ケーブル）を敷設する目的で当時の国際電信電話（現・KDDI）が開局した。
南房総市は海上における北アメリカやアジア諸国との距離が最短であることから、KDDIを含む通信事業者の海底ケーブル陸揚局が集中している。本中継所ではアメリカ合衆国やシンガポールを始め、中華人民共和国、香港、フィリピン、ブルネイなどからの海底ケーブルを収容しており、アメリカとアジア各国を通信で結ぶ重要拠点となっている。
1990年代後半に急速に普及したインターネット通信による需要急増もあり、2025年（令和7年）現在では日本における国際通信の99%を本中継所を経由して海外との間で送受信している。このことから、千葉県立現代産業科学館は本中継所について、成田空港（空の玄関、成田市）や千葉港（海の玄関、千葉市など）に次ぐ、3つ目の千葉県における世界への玄関（情報の玄関）と評している。